# John Trumbull
John Trumbull (6. juni 1756 – 10. november 1843) var en berømt amerikansk maler, særligt kendt for sine billeder fra USA's uafhængighedskrig.
Han blev født i Lebanon, Connecticut og begyndte sine studier på Harvard da han var femten år. Trumbull deltog som soldat i USA's uafhængighedskrig og var vidne til det berømte slag ved Bunker Hill. I 1780 blev han udnævnt som aide-de-camp for George Washington.
Efter det rejste han til London og Paris. Han arbejdede der med Benjamin West som foreslog at han burde male små billeder med motiver fra uafhængighedskrigen. West foreslog også at han skulle male miniatureportrætter, og i alt malte han cirka 250.
Trumbull havde haft lidt succes indtil han blev bedt af Senatet om at lave fire store malerier fra uafhængighedskrigen, de hænger nu i senatsbygningen. De fire er Surrender of General Burgoyne (General Burgoynes kapitulerer); Declaration of Independence (Uafhængighedserklæringen); The Surrender of Lord Cornwallis at Battle of Yorktown (Kapitulation ved Yorktown); og Washington Resigning His commission (Washington træder tilbage). Trumbull malede til sidst også portrætter af kendte amerikanere såsom George Washington, John Adams og Alexander Hamilton.
Han blev udnævnt til præsident for "American Academy of Fine Art", en stilling han havde i 19 år. Han kom dårligt ud af det med elever, optrådte diktatorisk, og det endte med at studenterne protesterede og oprettede en ny institution, "National Academy of Design".
Andre kendte malerier af ham er: The Battle of Bunker Hill; The Death of General Montgomery at Quebec; The Battle of Trenton og The Battle of Princeton.

## Billedgalleri
- Declaration of Independence
- Death of General Montgomery in the Attack on Quebec
- The Capture of the Hessians at Trenton, December 26, 1776
- General George Washington resigning his commission
- The surrender of Lord Cornwallis at Battle of Yorktown